# 赤川 (栃木県)
赤川（あかがわ）は、栃木県宇都宮市および鹿沼市を流れる一級河川利根川水系思川支流姿川の第3次支流の河川である。

## 概要
天狗鳥山(365m)北麓に端を発し、一旦細野ダムに集水後赤川ため池 に貯水され鹿沼市境をかすめ、再び宇都宮市の平野を流下し下荒針地区で姿川に流入する。

## 入山・細野水源の森
宇都宮県立自然公園 および宇都宮市森林公園 の区域であり、赤川源流を中心とした森林で入山・細野水源の森として水源の森百選に指定されている。
| 山岳     | 面積(ha) | 標高(m)  | 人工林(%) | 天然林(%) | 主な樹種                   | 制限林                                           | 種類                               | 流量(m3/日) |
| -------- | -------- | -------- | --------- | --------- | -------------------------- | ------------------------------------------------ | ---------------------------------- | ----------- |
| 古賀志山 | 290      | 200～600 | 75        | 25        | スギ・ヒノキ・コナラ・クリ | 土砂流出防備保安林、干害防備保安林、保健保安林、 | 流水（赤川）、ダム貯水（赤川ダム） | 17,861      |

1971年（昭和46年）赤川ダムが完成してからは旱魃に悩まされていた下流の灌漑用水が安定的に供給されるようになり、同時に治山植林事業などで保護されてきた。
- 所在地：栃木県宇都宮市福岡町字入山（データは指定年1995年（平成7年）7月）

## 橋梁
- 半縄田橋
- 名称不明
- 河原川橋
- 福岡中橋
- 赤川橋（栃木県道70号宇都宮今市線）
- 名称不明
- 国道293号
- 名称不明
- 常楽橋
- 名称不明
- 石関橋
- 南橋
- 清波尾橋
- 名称不明
- 橋本橋
- 東北自動車道